# UCI Africa Tour 2012
Navigation
Édition précédente Édition suivante
L'UCI Africa Tour 2012 est la huitième édition de l'UCI Africa Tour, l'un des cinq circuits continentaux de cyclisme de l'Union cycliste internationale. Il est composé de 25 compétitions, organisées du 29 septembre 2011 au 11 juin 2012 en Afrique.

## Calendrier des épreuves

### Septembre 2011
| Date | Course                  | Pays     | Classe | Vainqueur       | Équipe        |
| ---- | ----------------------- | -------- | ------ | --------------- | ------------- |
| 29-2 | Grand Prix Chantal Biya | Cameroun | 2.2    | Yves Ngue Ngock | SNH Vélo Club |

### Octobre 2011
| Date  | Course       | Pays         | Classe | Vainqueur        | Équipe                    |
| ----- | ------------ | ------------ | ------ | ---------------- | ------------------------- |
| 21-30 | Tour du Faso | Burkina Faso | 2.2    | Hamidou Zidweiba | Équipe Régional du Centre |

### Novembre 2011
| Date  | Course                                                | Pays     | Classe | Vainqueur                                                            | Équipe                      |
| ----- | ----------------------------------------------------- | -------- | ------ | -------------------------------------------------------------------- | --------------------------- |
| 9     | Championnats d'Afrique - contre-la-montre par équipes |          | CC     | Natnael Berhane Ferekalsi Debessay Daniel Teklehaimanot Jani Tewelde | Équipe nationale d’Érythrée |
| 11    | Championnats d'Afrique - contre-la-montre             | Érythrée | CC     | Daniel Teklehaimanot                                                 | Équipe nationale d’Érythrée |
| 13    | Championnats d'Afrique - course en ligne              | Érythrée | CC     | Natnael Berhane                                                      | Équipe nationale d’Érythrée |
| 20-26 | Tour du Rwanda                                        | Rwanda   | 2.2    | Kiel Reijnen                                                         | Type 1-Sanofi               |

### Février
| Date | Course                                            | Pays  | Classe | Vainqueur       | Équipe                    |
| ---- | ------------------------------------------------- | ----- | ------ | --------------- | ------------------------- |
| 16   | Challenges de la Marche verte - GP Sakia El Hamra | Maroc | 1.2    | Tarik Chaoufi   | Équipe nationale du Maroc |
| 17   | Challenges de la Marche verte - GP Oued Eddahab   | Maroc | 1.2    | Andris Smirnovs | Rietumu-Delfin            |
| 18   | Challenges de la Marche verte - GP Al Massira     | Maroc | 1.2    | Ismaïl Ayoune   | Équipe nationale du Maroc |

### Mars
| Date  | Course           | Pays     | Classe | Vainqueur                   | Équipe                       |
| ----- | ---------------- | -------- | ------ | --------------------------- | ---------------------------- |
| 8-17  | Tour du Cameroun | Cameroun | 2.2    | Yves Ngue Ngock             | Équipe nationale du Cameroun |
| 10-14 | Tour d'Algérie   | Algérie  | 2.2    | Natnael Berhane             | Équipe nationale d’Érythrée  |
| 16    | Circuit d'Alger  | Algérie  | 1.2    | Ioánnis Tamourídis          | SP Tableware                 |
| 23-1  | Tour du Maroc    | Maroc    | 2.2    | Reinardt Janse van Rensburg | MTN Qhubeka                  |

### Avril
| Date  | Course                                             | Pays  | Classe | Vainqueur           | Équipe                     |
| ----- | -------------------------------------------------- | ----- | ------ | ------------------- | -------------------------- |
| 3     | Les Challenges Phosphatiers - Challenge Khouribga  | Maroc | 1.2    | Tarik Chaoufi       | Équipe nationale du Maroc  |
| 4     | Les Challenges Phosphatiers - Challenge Youssoufia | Maroc | 1.2    | Mouhssine Lahsaini  | Équipe nationale du Maroc  |
| 5     | Les Challenges Phosphatiers - Challenge Ben Guerir | Maroc | 1.2    | Abdellah Ben Youcef | Équipe nationale d'Algérie |
| 24-29 | Tropicale Amissa Bongo                             | Gabon | 2.1    | Anthony Charteau    | Europcar                   |

### Mai
| Date | Course                                            | Pays     | Classe | Vainqueur                  | Équipe                    |
| ---- | ------------------------------------------------- | -------- | ------ | -------------------------- | ------------------------- |
| 7    | Challenge du Prince - Trophée princier            | Maroc    | 1.2    | Tarik Chaoufi              | Équipe nationale du Maroc |
| 8    | Challenge du Prince - Trophée de l'anniversaire   | Maroc    | 1.2    | Reda Aadel                 | Équipe nationale du Maroc |
| 9    | Challenge du Prince - Trophée de la maison royale | Maroc    | 1.2    | Abdelati Saadoune          | Équipe nationale du Maroc |
| 30-3 | Tour d'Érythrée                                   | Érythrée | 2.2    | Jacques Janse van Rensburg | MTN Qhubeka               |

### Juin
| Date | Course                   | Pays   | Classe | Vainqueur          | Équipe                     |
| ---- | ------------------------ | ------ | ------ | ------------------ | -------------------------- |
| 9-10 | Kwita Izina Cycling Tour | Rwanda | 2.2    | Abraham Ruhumuriza | Équipe nationale du Rwanda |

### Épreuves annulées
| Date          | Course                               | Pays           | Classe | Cause |
| ------------- | ------------------------------------ | -------------- | ------ | ----- |
| 25-29 janvier | Tour de Côte d'Ivoire                | Côte d'Ivoire  | 2.2    |       |
| 5-10 février  | Tour d'Égypte                        | Égypte         | 2.2    |       |
| 12 février    | Grand Prix de Sharm el-Sheikh        | Égypte         | 1.2    |       |
| 19-26 février | Tour d'Afrique du Sud                | Afrique du Sud | 2.2    |       |
| 16-20 mai     | Tour de Tunisie                      | Tunisie        | 2.2    |       |
| 22 mai        | Grand Prix de la Banque de l'habitat | Tunisie        | 1.2    |       |

## Classements finals
Source : UCI Africa Tour
| #   | Coureur                       | Pays           | Pts    |
| 1.  | Tarik Chaoufi                 | Maroc          | 325    |
| 2.  | Adil Jelloul                  | Maroc          | 243.67 |
| 3.  | Reinardt Janse van Rensburg * | Afrique du Sud | 206.67 |
| 4.  | Azzedine Lagab                | Algérie        | 181.33 |
| 5.  | Abdelati Saadoune             | Maroc          | 168.67 |
| 6.  | Natnael Berhane *             | Érythrée       | 160.67 |
| 7.  | Mouhssine Lahsaini            | Maroc          | 140.67 |
| 8.  | Ngock Yves Ngue               | Cameroun       | 132    |
| 9.  | Meron Russom                  | Érythrée       | 110    |
| 10. | Soufiane Haddi *              | Maroc          | 108    |

| #   | Équipe                               | Pays           | Pts    |
| 1.  | MTN Qhubeka                          | Afrique du Sud | 653.68 |
| 2.  | Groupement Sportif Pétrolier Algérie | Algérie        | 438.99 |
| 3.  | Europcar                             | France         | 230    |
| 4.  | Type 1-Sanofi                        | États-Unis     | 150    |
| 5.  | SP Tableware                         | Grèce          | 105    |
| 6.  | Rietumu-Delfin                       | Lettonie       | 80     |
| 7.  | Astana Continental                   | Kazakhstan     | 79     |
| 8.  | Vélo Club Sovac Algérie              | Algérie        | 74.33  |
| 9.  | Dukla Trenčín Trek                   | Slovaquie      | 59     |
| 10. | Konya Torku Şeker Spor               | Turquie        | 49     |

### Classements par nations
| #   | Pays           | Pts     |
| 1.  | Maroc          | 1333.68 |
| 2.  | Afrique du Sud | 957.01  |
| 3.  | Érythrée       | 643.01  |
| 4.  | Algérie        | 602.99  |
| 5.  | Cameroun       | 207     |
| 6.  | Tunisie        | 191     |
| 7.  | Rwanda         | 160.68  |
| 8.  | Burkina Faso   | 141     |
| 9.  | Éthiopie       | 42      |
| 10. | Côte d'Ivoire  | 35.68   |

| #   | Pays (U23)     | Pts    |
| 1.  | Érythrée       | 459.34 |
| 2.  | Maroc          | 299.67 |
| 3.  | Algérie        | 156    |
| 4.  | Éthiopie       | 37     |
| 5.  | Afrique du Sud | 33.67  |
| 6.  | Tunisie        | 24     |
| 7.  | Côte d'Ivoire  | 15.67  |
| 8.  | Cameroun       | 12     |
| 9.  | Rwanda         | 3      |
| 10. | Égypte         | 2      |